# بورترية رجل يرتدي عمامة حمراء (لوحة)
بورتَرية رجَل يَرتدَيِ عمامةَ حمراءُ (بالهولندية: Portret van een man met rode tulband)  هي لوحة زيتية بريشة الرسام الهولندي المبكر يان فان إيك، من عام 1433. النقش في الجزء العلوي من اللوحة، "Als Ich Can" هو توقيعًا شائعًا لفان إيك، ولكنه كبير وبارز بشكل غير عادي في هذه أللوحة، جنبًا إلى جنب مع نظرة الرجل المباشرة والمواجهة بشكل غير عادي، تم اعتبارها بمثابة مؤشر على أن العمل هو بورترية ذاتية للفنان.
من المحتمل أن تكون البورترية قد رسمت كزوج لتلازم لوحته الأخرى «بورترية مارجريت فان إيك»، على الرغم من أن بورترياتها الوحيدة المعروفة والمؤرخة تعود لعام 1439 فما فوق. لقد تم اقتراح أن فان إيك قام بإنشاء أللوحة لتخزينها في ورشته حتى يتمكن من استخدامها لعرض قدراته (والوضع الاجتماعي، بالنظر إلى الملابس الجميلة الواضحة في الصورة) للعملاء المحتملين. ومع ذلك، فقد كانت سمعته في عام 1433 كبيرة لدرجة أنه كان بالفعل مطلوبًا للغاية للعمل بتكليف مما يضعف صحة هذا الاقتراح.
اللوحة موجودة في المعرض الوطني، لندن، منذ عام 1851 ، وكانت في إنجلترا منذ أن حصل عليها توماس هوارد، إيرل أروندل الحادي والعشرون، ربما أثناء منفاه في أنتويرب من 1642-1644.

## الإطار والنقش

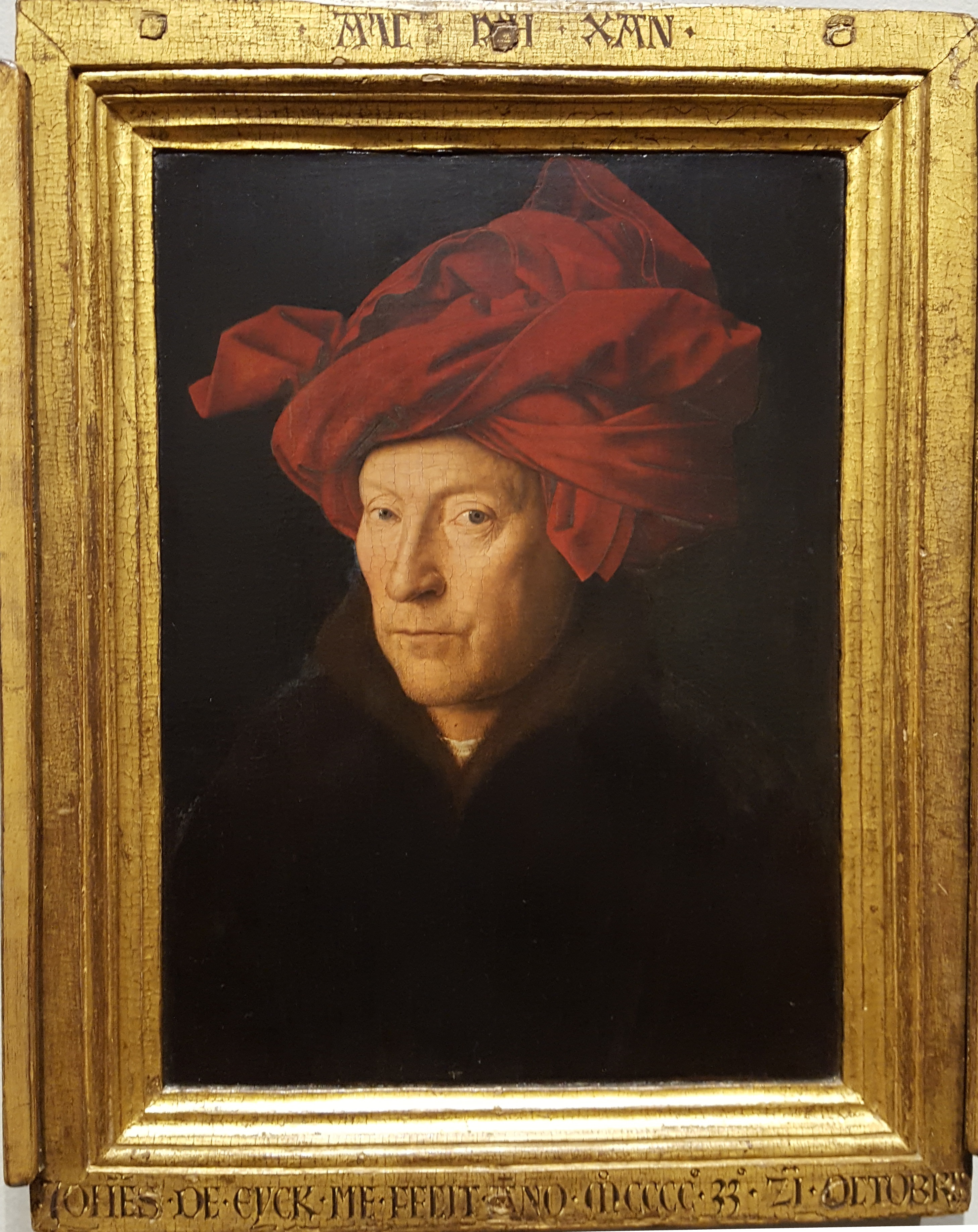
أطار أللوحة الأصلي.

الإطار الأصلي موجود (الجوانب الرأسية هي في الواقع قطعة واحدة من الخشب مع اللوحة المركزية)، ولها نقش ملون في (الجزء السفلي) يذكر تاريخ اللوحة، وفي (الجزء العلوي)، يظهر الشعار" AlC IXH XAN "(«بقدر ما أستطيع»)، والذي يظهر على لوحات فان إيك الأخرى، والتي تتم كتابتها دائمًا بالأحرف اليونانية، وتتضمن تورية باسمه. كما هو الحال في إطارات فان إيك الأخرى، يتم رسم الحروف لتبدو منحوتة.
كانت توقيع وتأريخ أللوحات في أوائل القرن الخامس عشر أمرًا غير معتاد. حتى عندما أضيفت التواريخ، كانت تميل إلى أن تكون للعام فقط، في حين يوضح فان إيك هنا التاريخ المحدد، 21 أكتوبر، حيث أن القليل جدًا من لوحاته بقيت للحكم على غزارة إنتاجه، تشير درجة التفاصيل والمهارة إلى أن إكمالهم استغرق شهورًا وليس أيامًا. وبالتالي، ربما كان الموعد بمثابة تفاخر للمفوضين المحتملين وليس كحقيقة.
نظرًا لأن شعار "Als Ich Can" يظهر في العديد من أعمال فان إيك الأخرى، يُعتقد أنه يتحدى الفنانين الآخرين للقيام بعمل أفضل منه. على الرغم من كتابتها بالأحرف اليونانية، إلا أن العبارة في الأصل فلمنكية. تشير العبارة الفلمنكية في الكتابة اليونانية إلى أن فان إيك رأى نفسه في «منافسة مع القدماء ومعاصريه». بغض النظر عن أسبابه وراء تضمين الشعار في العديد من أعماله، يمكن أن يعني ضمنيًا أن العبارة هي علامة على وعي فان إيك الذاتي بعمله كرسام.

## الوصف

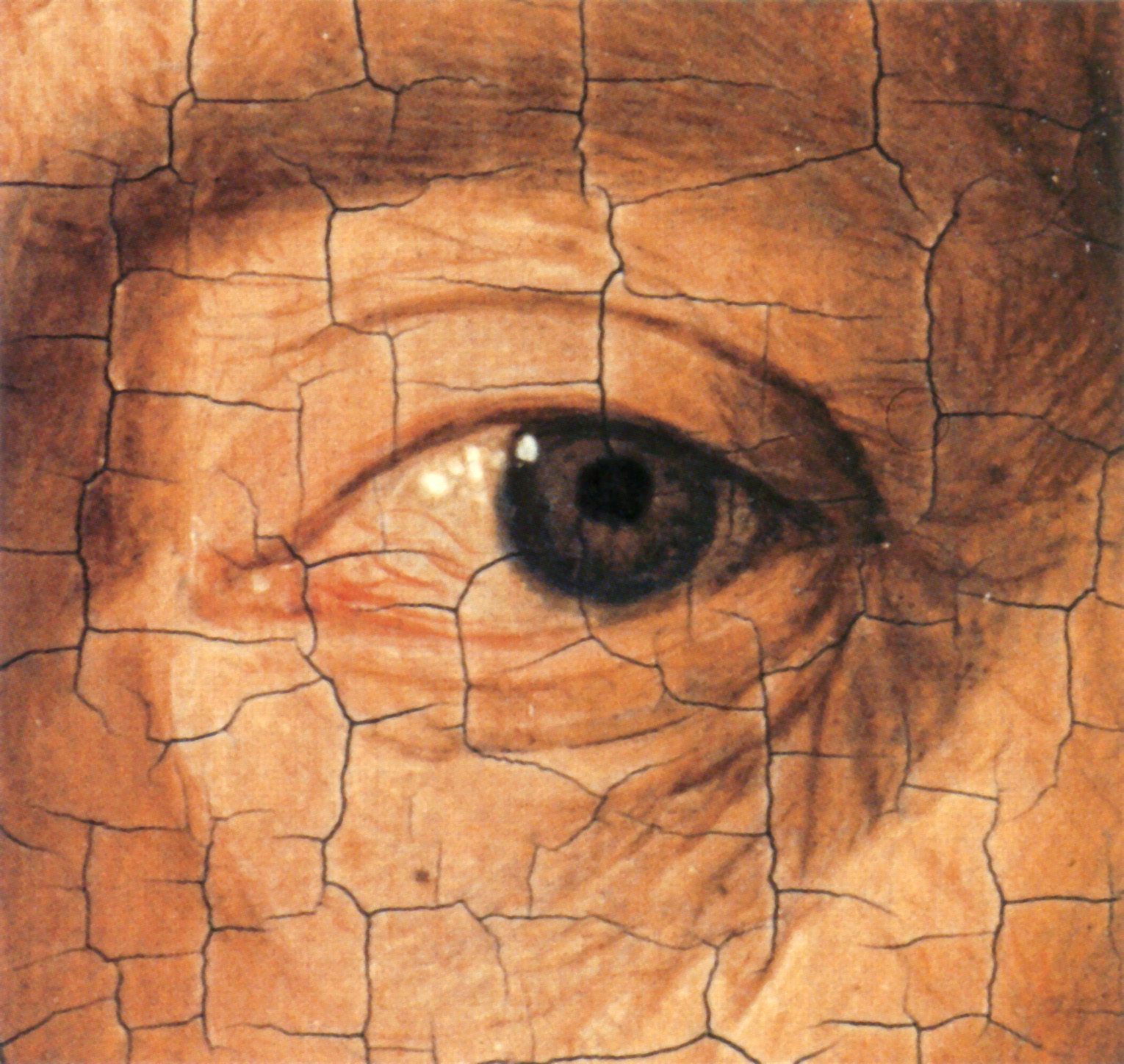
تفاصيل.

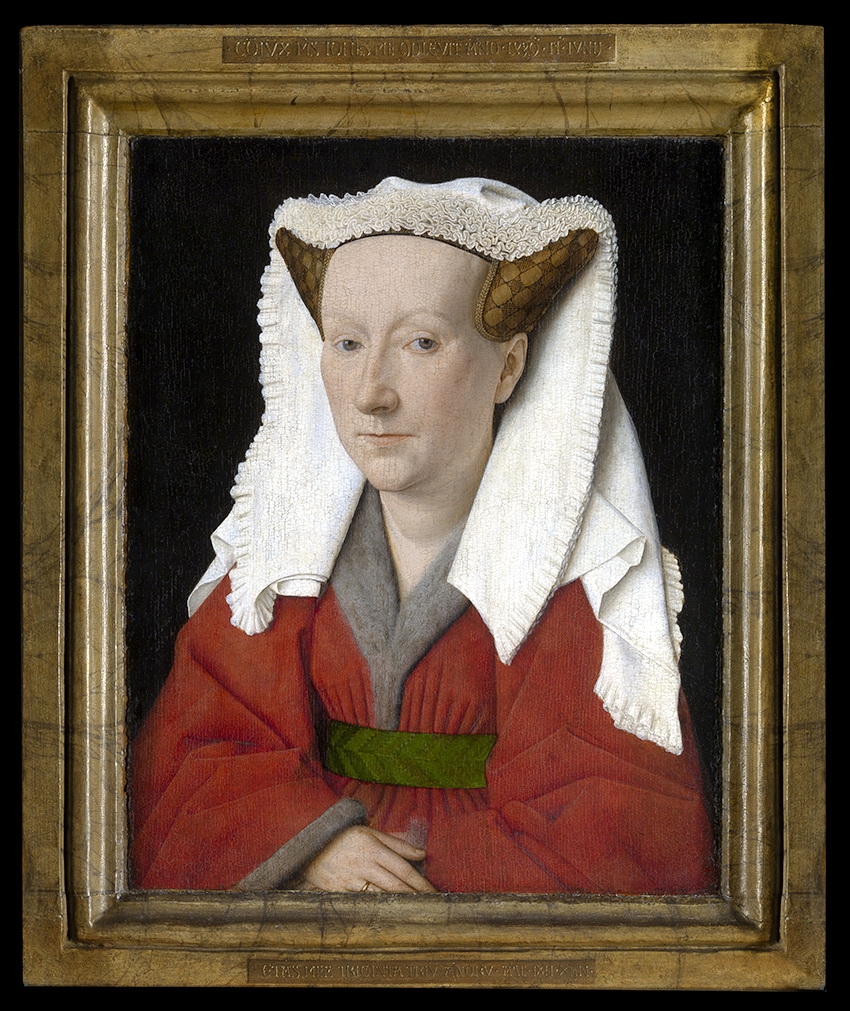
بورترية مارجريت فان إيك ، 1439. متحف جرونينج، بروج.

مثل جميع لوحات فان إيك، فإنه يُظهر تحليلًا حادًا ومفصلاً للموضوع. اللوحة بالحجم الطبيعي الثالث مع وجود النموذج في ثلاثة أرباع. وجهه المتعب مبطّن بشدة مع بداية منتصف العمر، وعيناه شبه محتقنة بالدماء. إنه ينظر إلى الخارج بنظرة ثاقبة، وينظر مباشرة إلى المشاهد - ربما تكون أول لوحة في الألفية تقوم بذلك. تتحقق تعابير وجهه المرهقة من خلال مزيج من أنفه القوي، والمضغوط بإحكام من خلال الفم الواسع وتأطير وجهه بعمامة الرأس. التعبير العام عن رجل يقول أحد العلماء «انظر إلى الأشياء - بما في ذلك - عن قرب، ولكن دون أن يفقد مسار أللوحة الأكبر».
غالبًا ما يُعتقد أن النوذج هو فان إيك نفسه، على الرغم من عدم وجود دليل مباشر على ذلك. قد تكون نظرته المباشرة بعد أن يدرس الفنان نفسه في المرآة. الزي مناسب لرجل من مكانة فان إيك الاجتماعية، والشعار هو شعاره الشخصي، وإلا فإنه يظهر فقط على لوحتين دينيتين ما تزال موجودتين، واثنتان أكثر شهرة فقط من النسخ، وصورة زوجته. لا يوجد في أي من هذه الأشياء البارزة كما هو الحال هنا، وهو سبب رئيسي، إلى جانب النظرة المباشرة للغاية ولكنها محتقنة بالدم، لماذا يُنظر إلى العمل عادةً على أنه صورة ذاتية. ينظر بعض مؤرخي الفن إلى العمل باعتباره شكلاً من أشكال «بطاقة الاتصال» للعملاء المحتملين، حيث قد يقول فان إيك «انظر إلى ما يمكنني فعله بالطلاء، إلى أي مدى يمكنني أن أصنع نماذجي واقعية».
لا يرتدي الرجل عمامة، كما يُعتقد عمومًا، ولكنه مُرافق مع نهايات تتدلى عادةً إلى الأعلى، وهو إجراء احترازي معقول إذا تم ارتداؤه أثناء الرسم. يرتدي كاهن في خلفية لوحة رولين مادونا لفان إيك زياً مشابهاً، وقد اقُترح أن هذه أيضًا صورة ذاتية. من شأن تصوير خطوط وثنيات المرافِق أن يسمح للفنان بعرض مهارته بشكل علني. أكثر من ذلك، قد يشير وضع الكورنيش الطويل بشكل مباشر إلى مهنته كرسام - يتم طيها، ربما لإبقائها بعيدة عن طريقه اثناء الرسم لكي يطبق الطلاء بحرية. التركيز على عيون النموذج الحادة والذكية للغاية هو دليل خفي آخر، تم العثور عليه مرة أخرى لاحقًا في صورة شخصية ألبرشت دورر 1500.
عادة بالنسبة لفان إيك، يكون الرأس كبيرًا قليلاً بالنسبة إلى الجذع. تُظهر التقنية «المهارة والاقتصاد والسرعة» لأفضل عمل لفان إيك. يصف كامبل لوحة العين اليسرى على النحو التالي: «بياض العين يوضع باللون الأبيض ممزوجًا بكميات دقيقة من الأحمر والأزرق. يتم وضع قطعة رقيقة جدًا من اللون الأحمر فوق الطبقة السفلية، ومع ذلك، يتم تركها مكشوفة في أربعة أماكن لإنشاء النقاط البارزة الثانوية. الأوردة مطلية باللون القرمزي في الحثالة الرطبة. القزحية شديدة البحار، نقية إلى حد ما في محيطها ولكنها مختلطة بالأبيض والأسود تجاه التلميذ. هناك بقع سوداء بالقرب من المحيط وتم طلاء بؤبؤ العين باللون الأسود فوق أزرق القزحية، أما الأضواء الرئيسية فهي أربعة بقع من الرصاص الأبيض مطبقة كلسات نهائية، واحدة على القزحية وثلاثة على الأبيض، حيث يتم تسجيلها مع الأضواء الأربعة الثانوية لخلق التأثير اللامع.» 

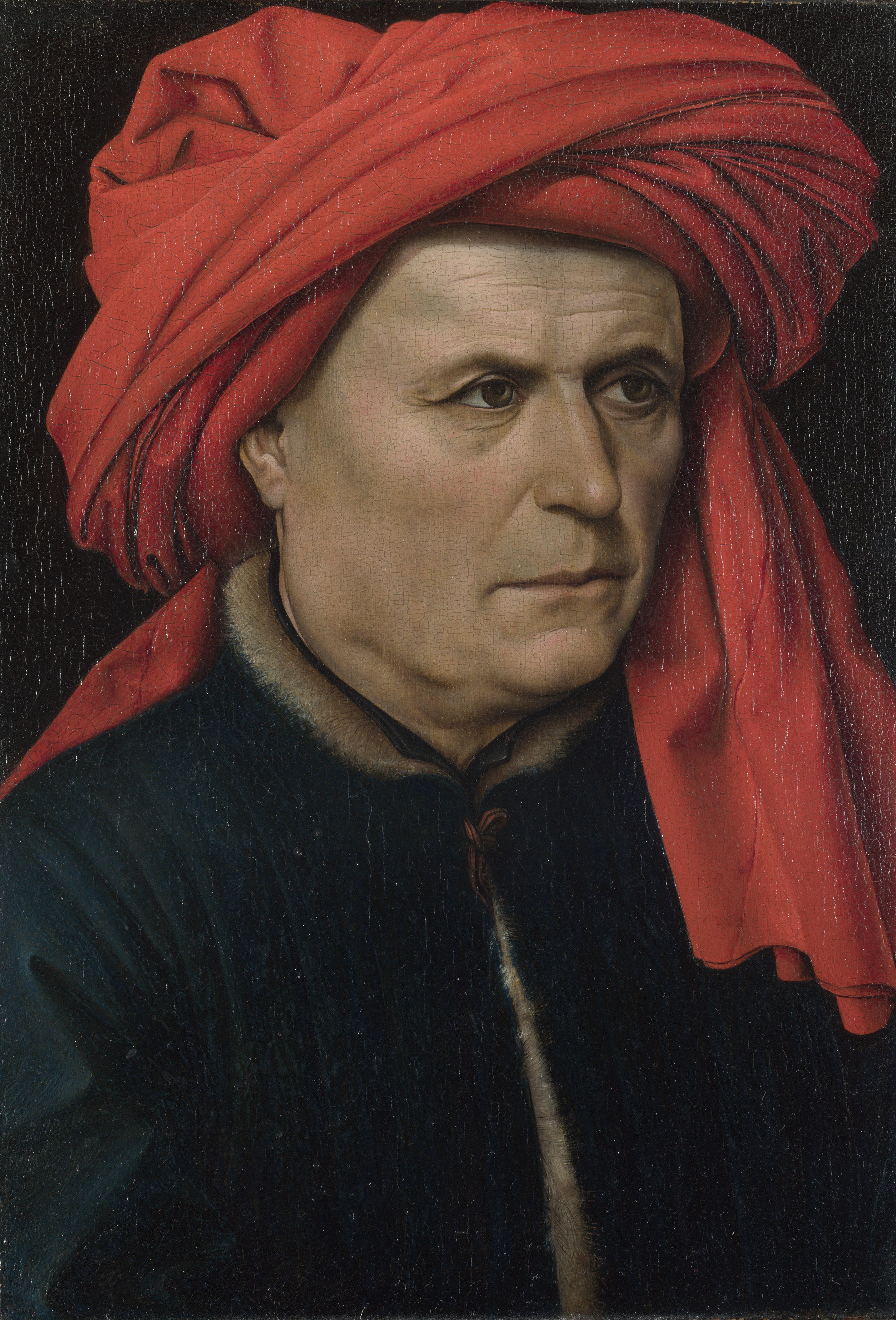
روبرت كامبين ، بورترية ذاتية، حوالي عام 1435 ، المعرض الوطني.

ربما ليس من قبيل الصدفة أن يقوم روبرت كامبين بعمل صورة شخصية بنفس غطاء الرأس الأحمر. هناك من يفترض أنه بهذه الطريقة ربما يكون كامبين قد أشاد فان إيك، الذي أصبح الآن الزعيم بلا منازع للوحة الفلمنكية الجديدة.